# Receptor acoblat a proteïnes G

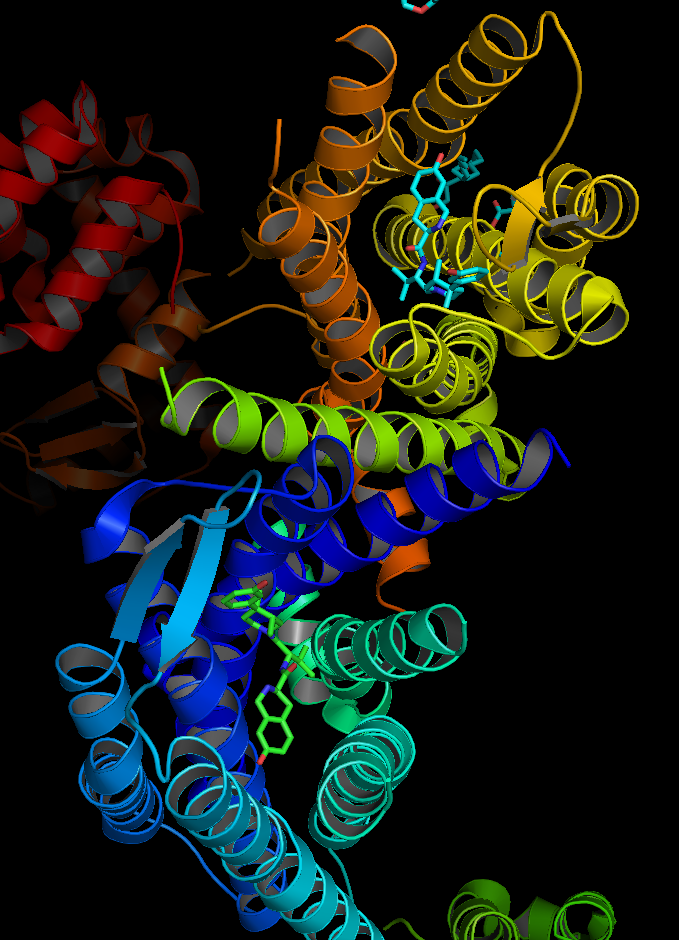
El receptor humà k-opioide en complex amb JDTic

Els receptors acoblats a proteïnes G (GPCR, de l'anglès: G protein-coupled receptors), també coneguts com a receptors transmembrana de set dominis, receptors 7TM, receptors heptahelicoidals, receptor serpentina, i receptors lligats a proteïnes G (GPLR, de l'anglès: G protein-linked receptors), comprenen una gran família de proteïnes de receptors transmembrana que perceben molècules fora de la cèl·lula i activen les vies de transducció de senyals i, finalment, les respostes cel·lulars. Els receptors acoblats a proteïnes G només es troben en organismes eucariotes, incloent els llevats, coanoflagel·lats i animals. Els lligands químics que enllacen i activen aquests receptors inclouen compostos sensibles a la llum, olors, feromones, hormones, i neurotransmissors, i varien des de la mida de molècules petites (inclosos ions i protons) a pèptids a grans proteïnes.
Els receptors acoblats a proteïnes G estan implicats en dues vies principals de transducció de senyals; la via de l'AMP cíclic o bé la del fosfatidilinositol. A causa d'això, estan relacionats amb moltes malalties, i també són la diana del voltant del 40% dels medicaments moderns.

## Mecanisme
El receptor acoblat a proteïnes G s'activa per un senyal extern en forma d'un lligand un altre mitjancer de senyal. Això crea un canvi conformacional en el receptor, causant l'activació d'una proteïna G. La resta de l'efecte depèn del tipus de proteïna G. Les proteïnes G són posteriorment inactivades per proteïnes activadores de la GTPasa, conegudes com a reguladores del senyal de la proteïna G (RGS).

## Senyalització
Si un receptor en estat actiu troba una proteïna G, pot activar-la. Alguns estudis suggereixen que els receptors i les proteïnes G en realitat estan pre-acoblats. La unió de la proteïna G al receptor afecta l'afinitat del receptor pels lligands. Així, les proteïnes G activades poden iniciar sistemes de segon missatger com en el cas de l'AMP cíclic o GMP cíclic, mitjançant l'activació d'una adenilat ciclasa. L'activitat de l'adenilat ciclasa s'activa quan s'uneix a una subunitat de la proteïna G activada. Tot i això, també es pot activar o inhibir d'altres maneres (per exemple, unió Ca2+/calmodulina), que poden modificar l'activitat d'aquests enzims de manera additiva o sinèrgica juntament amb les proteïnes G.